# معدن نمک بوخنیا
معدن نمک بوخنیا ((به لهستانی: Kopalnia soli Bochnia)) در بوخنیا، لهستان واقع شده‌است و یکی از کهن‌ترین معادن نمک در جهان و کهن‌ترین شرکت تجاری در لهستان است. معدن نمک بوخنیا در سال ۱۲۴۸ پس از آن که آنجا نمک پیدا شد بنیان‌گذاری شد و در سده‌های ۱۲ و ۱۳ میلادی بخشی از یک شرکت سلطنتی به نام ژوپی کراکووسکی شد. در سال ۱۹۹۰ معدن تولید نمک را متقوف کرد اما به عنوان یک جاذبه گردشگری فعالیت خود را ادامه داد.
در سال ۱۹۸۱ معدن نمک بوخنیا به عنوان یک بنای میراث اعلام شد. در سال ۲۰۱۳ این معدن، به عنوان گسترشی برای معدن نمک ویلیچکا به فهرست میراث جهانی در لهستان افزوده شد.